# Torpeda Mark 16
Torpeda Mark 16 amerykańska torpeda kalibru 533 milimetry przenoszona przez okręty podwodne. Choć skonstruowana w czasie II wojny światowej, nie była w jej trakcie używana, jednakże pozostawała na wyposażeniu amerykańskich okrętów podwodnych w czasie zimnej wojny. Posiadała doskonałe parametry bojowe, była jednakże bardzo droga.